# Landmark Hotel London
Le Landmark Hotel London  est un hôtel cinq étoiles situé sur Marylebone Road, au nord du centre de Londres, dans la Cité de Westminster. Il a été ouvert à l'origine par le Great Central Railway, comme Hôtel Great Central. Comme l'un des hôtels ferroviaires de Londres, il a décliné après l'avènement de l'automobile et a servi de maison de convalescence militaire pendant la Seconde Guerre mondiale, puis de siège du British Railways Board. Il a rouvert ses portes comme hôtel en 1993. Son architecture victorienne en fait un monument classé de Grade II.

## Histoire ancienne
L'hôtel était à l'origine l'un des hôtels ferroviaires de l'époque victorienne de Londres, l'hôtel Great Central. Il a d'abord été proposé par Sir Edward Watkin du Great Central Railway, qui envisageait la gare de Marylebone, que l'hôtel devait servir de plaque tournante d'un chemin de fer international qui traverserait un tunnel sous la Manche. Les aspirations de Sir Edward se sont avérées trop ambitieuses (pas la seule fois, car il était déjà derrière le projet de la Watkins Tower, qui était une tentative infructueuse de surpasser la tour Eiffel), et après que la Great Central ait eu des difficultés financières, le site de l'hôtel a été vendu à Sir John Blundell Maple de la société de meubles Maples, qui a ouvert son hôtel en 1899. 
La gare de Marylebone est l'une des plus petites gares terminus du centre de Londres, mais son hôtel était parmi les plus grands hôtels ferroviaires de Londres. Il avait une tour d'horloge et a été construit autour d'une grande cour centrale. Il y avait deux entrées principales, une du côté nord face à la gare et l'autre du côté sud en direction de Marylebone Road. L'architecte était le colonel Sir Robert William Edis et le style était éclectique et opulent. Le Ladies 'Alpine Club louait des chambres à l'hôtel et y organisait son dîner annuel . 

## Déclin et usage militaire
Dans les années 1920, la cour centrale est devenue un jardin d'hiver, mais la première période du bâtiment en tant qu'hôtel touchait à sa fin. Avec le trafic ferroviaire en baisse en raison de l'avènement de l'automobile, les hôtels ferroviaires de Londres étaient parmi les plus vulnérables des grands hôtels de la ville car ils n'étaient pas dans les quartiers les plus en vogue. Le Great Central est tombé hors de l'hôtellerie pendant plus de quarante ans. C'était une maison de convalescence pendant la Seconde Guerre mondiale et a servi d'immeuble de bureaux militaires pendant de nombreuses années ainsi que le siège du British Railways Board, étant désigné par le personnel des chemins de fer comme "Le Kremlin". 

## Retour en grâce
Dans un schéma qui a été suivi par plusieurs des hôtels ferroviaires, il a ensuite retrouvé son utilisation d'origine, car la demande d'hôtels de luxe à Londres a augmenté et le centre-ville s'est développé à la fin du 20e et au début du 21e siècles. Le bâtiment a ainsi été acheté par une entreprise japonaise en 1986 et a rouvert ses portes en 1993 sous le nom de The Regent, Londres. 

En 1995, il a été acheté par la Lancaster Landmark Hotel Company Limited et renommé The Landmark London. The Landmark Group est une société thaïlandaise qui a ouvert son premier hôtel en 1987 et possède plusieurs autres hôtels à Londres. L'hôtel compte désormais 300 chambres et suites. 

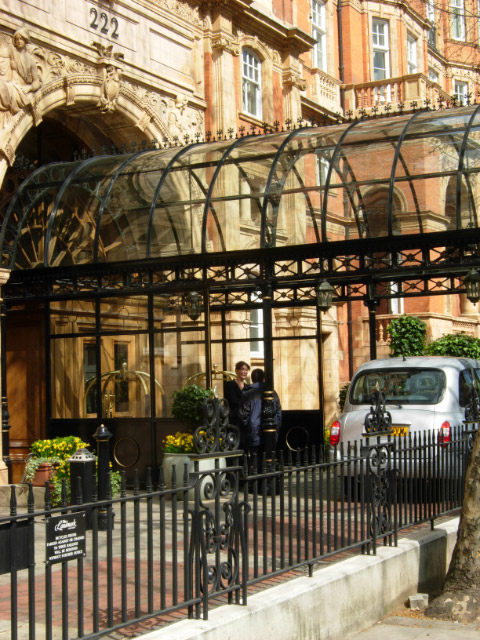
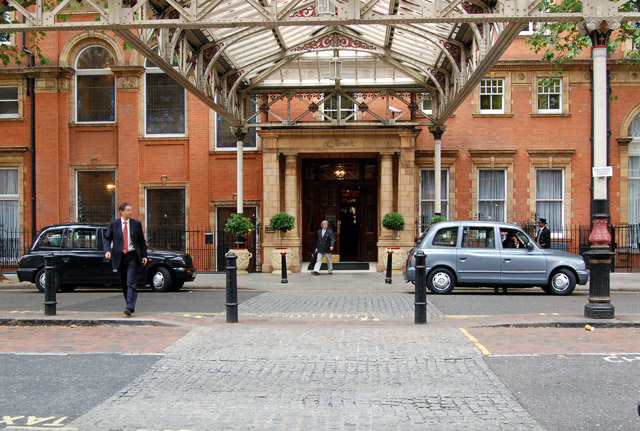